# Rhinella veredas
Rhinella veredas es una especie de anfibio anuro de la familia Bufonidae.

## Distribución geográfica
Esta especie es endémica de la Ecorregión del Cerrado en Brasil. Habita en el sur de Piauí, el estado de Bahía occidental y el norte de Minas Gerais entre los 200 y 1000 m de altitud.

## Descripción
Los machos miden de 87 a 110.7 mm y las hembras de 82.8 a 117.8 mm.

## Publicación original
- Brandão, Maciel & Sebben, 2007 : A New Species of Chaunus from Central Brazil (Anura; Bufonidae). Journal of Herpetology, vol. 41, n.º 2, p. 309-316.[5]